# Grupo Santana
O Grupo Santana é um conjunto de empresas ligadas ao agronegócio brasileiro sediadas na cidade de Natal, Rio Grande do Norte. O grupo é formado por quatro empresas principais: Santana Sementes, Santana Agroindustrial,  Santana Algodoeira e Santana Agropecuária.

## História
A trajetória do Grupo inicia-se em 1994 no município de Bodó, no Rio Grande do Norte, quando o empresário potiguar Ivanilson Araújo funda a Santana Sementes, implantando o primeiro campo de multiplicação da empresa. Alguns anos depois, a Santana Sementes transferiu suas atividades para o Distrito Irrigado do Baixo-Açu (DIBA/RN), onde passou a investir na produção de sementes, grãos, frutas e algodão.
Em 2001, a empresa ingressou na área industrial do agronegócio, fundando a Santana Agroindustrial, a partir da implantação de um Complexo Agroindustrial (CAI) com a maior e mais completa usina de beneficiamento de sementes do nordeste, no Rio Grande do Norte, além de investir em uma unidade de beneficiamento de algodão e fibras vegetais. Dois anos depois, em 2003, a Santana Sementes implantou a fábrica de sementes de Guadalupe (Piauí), a partir de um investimento de R$22 milhões que passou a gerar 2740 empregos diretos e indiretos na região, exportando o produto para toda a região norte do país.
No ano de 2007, a Santana Algodoeira ingressou no programa agroenergético de biodiesel do estado do Rio Grande do Norte, em parceria com a Petrobras, Banco do Nordeste, Banco do Brasil, Nortex e Ponte di Ferro; responsável por atender 12,5 mil agricultores.
Em 2011, a empresa iniciou a plantação de 1000 hectares de algodão nas várzeas de Sousa (Paraíba) com um tipo de sementes especialmente adaptada ao clima nordestino pela alemã Bayer, exportando o produto para diversas regiões do país e contribuindo com a retomada da cultura algodoeira no estado da Paraíba, anteriormente considerada ícone nacional na produção de algodão.
No final de 2014, reabriu a Unidade de Beneficiamento de Arroz (UBA), localizada no perímetro irrigado no município de Igreja Nova (AL) e construída no ano de 1986. Em 2007, a UBA foi adquirida pelo Grupo Santana e em 2011 ela começou a ser recuperada a partir de um investimento de R$10 milhões na revitalização e modernização da usina. A nova UBA é responsável pelo beneficiamento da produção de mais de  4000 agricultores da região e tem capacidade de estocagem de 5 milhões de kilogramas de arroz. Toda a produto beneficiado na UBA tem como objetivo a comercialização no atacado e varejo..
Hoje o grupo tem como atividade principal a produção, beneficiamento, armazenagem e comercialização de sementes , com unidades Agroindustriais em diversos estados do nordeste além de possuir unidades produtivas e de comercialização em 9 estados brasileiros.

## Organização empresarial
O Grupo Santana mantém hoje todas as suas atividades associadas ao segmento do agronegócio. A Santana Sementes - empresa mãe do Grupo -, atua principalmente no Rio Grande do Norte, Paraíba, Alagoas e Sergipe.
No ramo da fruticultura, a Santana Agropecuária produz e comercializa frutas destinadas à exportação e ao comércio brasileiro, atendendo ao mercado interno e externo. Nesse segmento, a empresa tem como destaque a produção de coco. Além disso, a Santana Agropecuária atua na gestão de fazendas com gado de corte destinado ao mercado potiguar e aos estados vizinhos.
O Grupo também opera com a Santana Algodoeira, empresa de beneficiamento de algodão que tem como destaque a revitalização da cultura algodoeira no estado da Paraíba, através de suas unidades produtivas no distrito irrigado de Sousa.
Faz parte da organização empresarial do grupo, também, a Santana Agroindustrial, onde concentra-se a parte de logística e produtiva das usinas, complexos industriais, laboratórios, unidades de recepção, beneficiamento e armazenagem da empresa.